# Fabiola (pan)

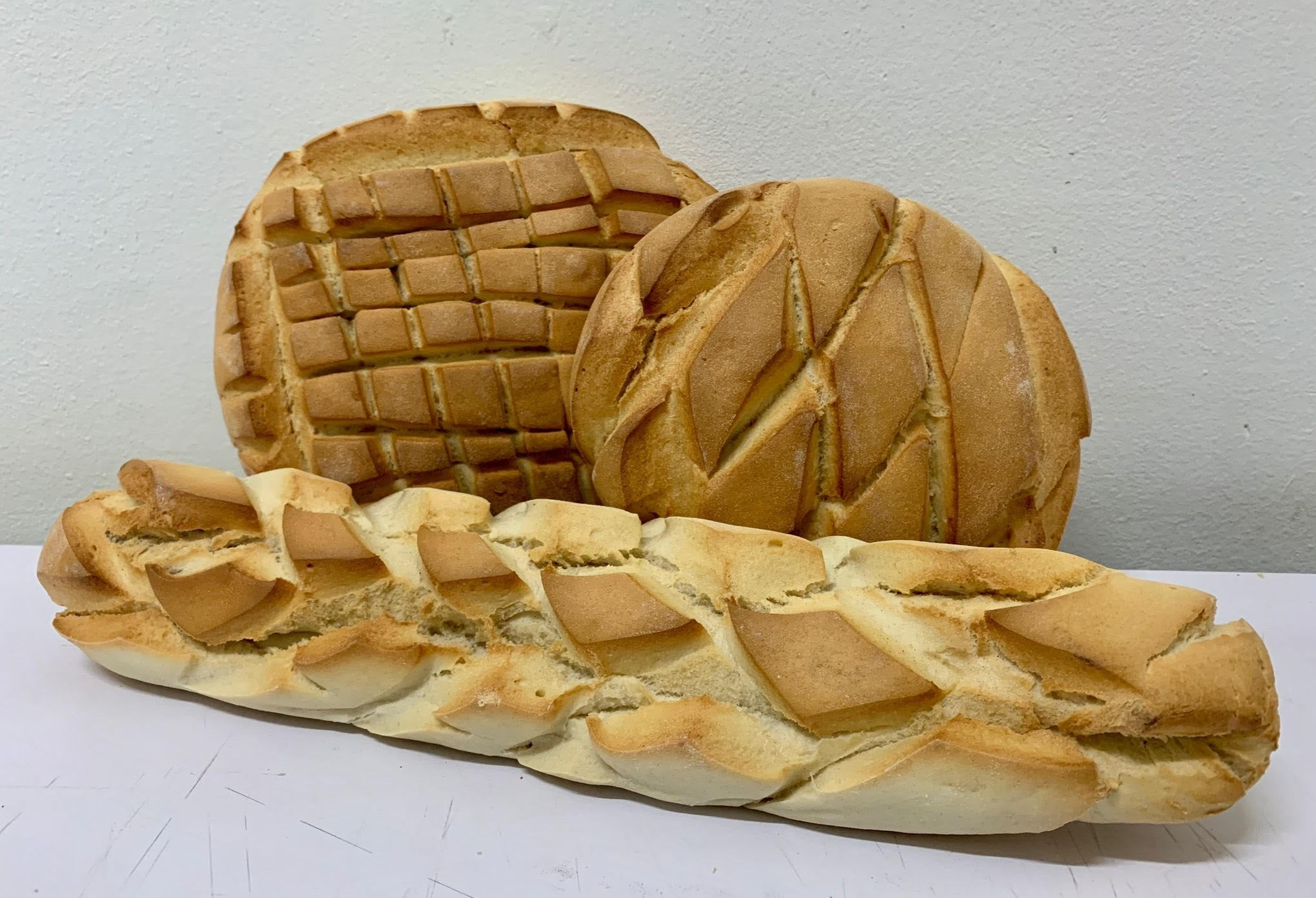
Una fabiola de cuadros (enfrente), junto con una hogaza de cuadros (detrás, izda.) y una libreta (dcha.)

La barra fabiola es una barra de pan candeal o masa dura originaria de Palencia, en España. Surgió para conmemorar la boda de la Reina Fabiola de Bélgica, en diciembre de 1960. Más tarde, la panadería vallisoletana adoptaría también este formato de pan y en la actualidad se sigue produciendo por panaderos artesanos de toda Castilla y León. 
La peculiaridad de la fabiola recae en que es uno de los pocos panes de masa candeal, bregada o sobada que tiene formato de barra (normalmente las barras en España están hechas con masa de flama). Su variante pequeña se denomina fabiolín.

## Origen
La fabiola es uno de los pocos panes candeales en formato de barra, ya que tradicionalmente con la masa dura se preparan hogazas o panecillos. Esto no es casualidad; tiene su origen en 1955, cuando las familias panaderas Campillo y Mendiguchía de Palencia, viendo cómo la barra de pan de flama se imponía como «la favorita» de los clientes, decidieron fabricar barras candeales que compitiesen con las barras baguette.
En 15 de diciembre de 1960, el Rey Balduino de Bélgica toma como esposa a Fabiola de Mora y Aragón, lo cual tuvo un gran impacto mediático en la España franquista, aunque fueran pocas casas que tenían televisión. Las mujeres de Palencia se juntaban en el horno local y la boda de Fabiola fue un tema de conversación recurrente, tanto así que provocó la denominación del pan: «Dame una de esas barras blancas nuevas, ¡una Fabiola! Dame una Fabiola».

## Características
La barra fabiola cuenta con dos tipos de greñado: el greñado ondulado, que consiste en 8 o 9 cortes oblicuos paralelos; O el greñado de cuadros, con cortes perpendiculares que al hornearse forman una curiosa superficie de «picos». Como todos los candeales, su miga es densa y compacta, muy blanca y de sabor exquisito. Su corteza es fina, dorada y muy crujiente. 
Contiene harina de trigo, masa madre, levadura, agua y sal, como cualquier pan bregado, pero la fabiola original también incluye una pequeña cantidad de manteca. Además, la masa para la fabiola suele estar más hidratada (en torno al 47% respecto la harina). El proceso consiste en mezclar todos los ingredientes, luego el amasado, la briega, la fermentación y finalmente el horneado. Ibán Yarza recomienda el uso de un vaporizador para la producción casera de fabiolas, ya que necesita mucha humedad.

## Reconocimiento
En 2017, la Asociación Provincial de Fabricantes de Pan de Palencia reclamó que la fabiola obtuviese una Marca de Garantía de calidad. Este reconocimiento fue otorgado un año después por el Instituto Tecnológico Agrario de Castilla y León (ITACYL).